# Batalha de Craso
A Batalha de Craso foi uma batalha das guerras bizantino-árabes travada em agosto de 804, entre bizantinos, sob o imperador Nicéforo I, o Logóteta (r. 802–811), e um exército árabe comandado por Ibraim ibne Jibril. A ascensão de Nicéforo em 802 levou ao recomeço da guerra entre o Império Bizantino e o Califado Abássida. No final do verão de 804, os abássidas invadiram a Ásia Menor num de seus raides costumeiros, e Nicéforo partiu para encontrá-los. Foi surpreendido e pesadamente derrotado em Craso, fugindo vivo por pouco. Uma trégua e troca de prisioneiros foi mais tarde arranjada. Apesar da derrota, e a maciça invasão abássida no ano seguinte, Nicéforo perseverou até problemas nas províncias orientais do califado forçarem os abássidas a acordarem a paz.

## Antecedentes
A queda da imperatriz Irene de Atenas (r. 797–802) em outubro de 802 e a subsequente ascensão de Nicéforo assinalou a fase mais violenta na longa história das guerras bizantino-árabes. Após vários raides anuais destrutivos através da Ásia Menor, Irene parece ter assegurado trégua com Harune Arraxide em 798 em troca de pagamento de tributo anual, repetindo os termos de uma trégua de 3 anos após a primeira campanha de larga escala de Harune em 782. Nicéforo, por sua vez, era mais belicoso e estava determinado a reabastecer o tesouro imperial ao, dentre outras medidas, cessar o pagamento dos tributos. Harune retalhou lançando raide sob o comando de seu filho Alcacim. Nicéforo não pode responder, pois enfrentou uma revolta mal-sucedida do exército asiático sob seu comandante-em-chefe, Vardanes, o Turco. Após depor Vardanes, Nicéforo reuniu seu exército e marchou para encontrar uma segunda invasão maior sob o califa. Após Harune invadir a região fronteiriça, os exércitos confrontaram-se por dois meses na Ásia Menor central, mas não descambou para uma batalha; Nicéforo e Harune trocaram cartas, até o imperador organizar uma retirada e uma trégua pelo restante do ano em troca de um pagamento único de tributo.

## Batalha
Em agosto de 804, Harune enviou outro raide sob seu general Ibraim ibne Jibril. Os árabes cruzaram a Ásia Menor através das Portas da Cilícia e invadiram livremente. Nicéforo partiu para encontrá-los, mas foi forçado a retornar antes que pudesse fazer algo, devido a algum evento inesperado em sua retaguarda (Warren Treadgold sugere uma conspiração). Em sua marcha de retorno, os árabes lançaram um ataque surpresa em Craso na Frígia e derrotaram seu exército. Segundo Tabari, os bizantinos perderam 40 700 soldados e 4 000 animais de carga, enquanto o imperador foi ferido três vezes. O cronista bizantino Teófanes, o Confessor confirma que o exército imperial perdeu muitos homens e que Nicéforo foi quase morto; salvo apenas pela bravura de seus oficiais.

## Rescaldo
Preocupado com os problemas na região do Coração, Harune aceitou um tributo e fez a paz. Uma troca de prisioneiros também foi arranjada e ocorreu durante o inverno na fronteira entre os Estados no rio Lamo na Cilícia; aproximados 3 700 muçulmanos foram trocados pelos bizantinos levados cativos nos anos anteriores. Durante a ausência de Harune no Coração, Nicéforo usou a oportunidade para reconstruir as muralhas destruídas das cidades de Safíçafe (Safsaf), Tébasa e Ancira. No verão seguinte, lançou o primeiro raide bizantino em duas décadas; no distrito fronteiriço (tugur) na Cilícia. O exército bizantino invadiu e tomou prisioneiros, bem como o forte abássida de Tarso. Ao mesmo tempo, outra força bizantina invadiu o tugur da Mesopotâmia Superior e sitiou sem sucesso a fortaleza de Melitene, enquanto a rebelião instigada pelos bizantinos contra a guarnição árabe no Chipre começou. Harune retalhou com uma grande invasão em 806, que forçou Nicéforo a aceitar os termos de um acordo, mas o governante bizantino logo violou-os e prevaleceu sobre as expedições abássidas enviadas contra ele em 807. Após novos problemas no Coração, um tratado de paz foi assinado em 808, o que deixou a zona fronteiriça bizantina intacta e pôs um fim ao pagamento de tributo ao califado.